# De Soto (Kansas)
De Soto é uma cidade localizada no estado americano de Kansas, no Condado de Johnson.

## Demografia
Segundo o censo americano de 2000, a sua população era de 4561 habitantes.
Em 2006, foi estimada uma população de 5244, um aumento de 683 (15.0%).

## Geografia
De acordo com o United States Census Bureau tem uma área de
29,3 km², dos quais 29,3 km² cobertos por terra e 0,0 km² cobertos por água. De Soto localiza-se a aproximadamente 262 m acima do nível do mar.

## Localidades na vizinhança
O diagrama seguinte representa as localidades num raio de 20 km ao redor de De Soto.